# Randolph (hrabstwo Columbia)
Randolph – miasto w Stanach Zjednoczonych, w stanie Wisconsin, w hrabstwie Columbia.